# Nattages
Nattages – miejscowość i dawna gmina we Francji, w regionie Owernia-Rodan-Alpy, w departamencie Ain. W dniu 1 stycznia 2016 roku z połączenia dwóch ówczesnych gmin – Nattages oraz Parves – powstała nowa gmina Parves et Nattages. W 2013 roku populacja Nattages wynosiła 582 mieszkańców. 